# Couvent des Carmélites (rue Chapon)
Pour les articles homonymes, voir couvent des Carmélites.
Le couvent des Carmélites de la rue Chapon est un ancien couvent de Paris, dans l'actuel 3e arrondissement. C'est le second couvent de l'Ordre du Carmel à Paris après celui de la rue Saint-Jacques.

## Situation
Le couvent était situé entre la rue Transnonain (actuelle rue Beaubourg) à l'ouest, la rue Chapon au nord, la rue de Montmorency au sud. L'église se trouvait au sud, à l'angle entre la rue Transnonain et la rue de Montmorency. Les bâtiments conventuels se trouvaient au nord, à l'angle avec la rue Chapon.

## Histoire
En 1617, quelques sœurs du couvent des Carmélites de la rue Saint-Jacques s'installent dans une maison de la rue Chapon.
Grâce au soutien de la duchesse de Longueville et de son fils, elles font construire un couvent, puis une église. Cette dernière est consacrée en 1625. L'établissement est confirmé par lettres patentes données à Versailles au mois d'avril 1688. 
Le couvent, supprimé en 1790, devient bien national. La propriété, s'étendant sur 3 387 m2, est vendue le 23 prairial an IV (11 juin 1796).
La maison construite à l'emplacement de l'église fut le théâtre du massacre de la rue Transnonain.